# Горнооряховско
 Тази статия е за историко-географската област.  За общината вижте Горна Оряховица (община).  
Горнооряховско е историко-географска област в Северна България, около град Горна Оряховица.
Територията ѝ съвпада приблизително с някогашната Горнооряховска околия, а днес включва общините Горна Оряховица и Стражица, почти цялата община Лясковец (без селата Драгижево и Мерданя от Великотърновско), както и селата Горско Ново село, Родина, Сливовица и Чешма от община Златарица, Арбанаси от община Велико Търново и Орловец от община Полски Тръмбеш. Разположена е по средното течение на Янтра в Средната Дунавска равнина. Граничи с Беленско на север, Поповско и Омуртагско на изток, Еленско на юг и Великотърновско на запад.